# رود سیون
رود سیون (انگلیسی: Syun) یک رودخانه در باشقیرستان کشور روسیه است.